# Крестовский остров (станция метро)

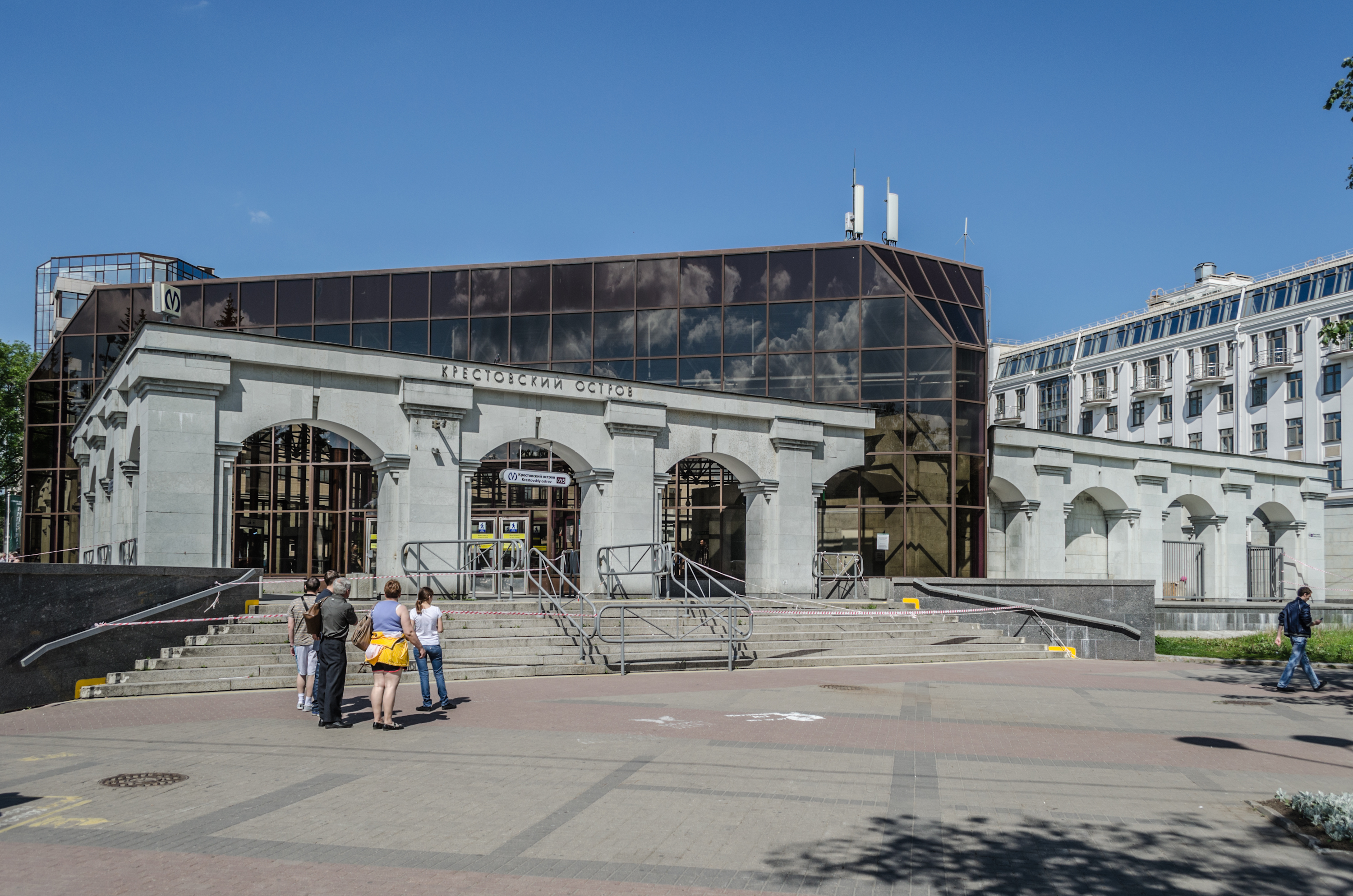
Павильон станции

«Кресто́вский о́стров» — станция Петербургского метрополитена. Входит в состав Фрунзенско-Приморской линии, расположена между станциями «Чкаловская» и «Старая Деревня». До ввода в эксплуатацию участка «Достоевская» — «Спасская» 7 марта 2009 года входила в состав Правобережной линии.
Станция открыта 3 сентября 1999 года, на несколько месяцев позже начала движения поездов на участке «Чкаловская» — «Старая Деревня», в связи с задержками строительства наземного павильона. До открытия станции поезда проходили мимо неё без остановки.
Станция названа по одноимённому острову, на котором расположена. В западной части острова, в 2,5 км от «Крестовского острова», расположена ещё одна станция метро — «Зенит» Невско-Василеостровской линии (в 2018—2020 годах — «Новокрестовская»).

## Наземные сооружения
Павильон станции выполнен на возвышении и располагается на пересечении Морского проспекта и Рюхиной улицы. Необходимость увязки направлений эскалаторного тоннеля и прилегающих улиц предопределила композицию станционного павильона в виде двух, смещённых по отношению друг к другу под углом 45° объёмных компонентов. Вестибюль решён в виде прозрачного куба, вбирающего в себя парковый пейзаж. Стеклянный объём перекрыт пространственной металлической структурой «МАРХИ». Куб пересекается под углом с открытой каменной аркадой, характерной для дворцово-парковых ансамблей Петербурга и повторяющей мотивы каменного ордера подземного зала.
Конструкции витражей вестибюля — алюминиевые, стеклопакеты — тонированные.
В июне 2017 года на входе были устроены пандусы.

## Подземные сооружения
«Крестовский остров» — колонно-стеновая станция глубокого заложения (глубина ≈ 49 м), опытная. Впервые всё сооружение выполнено в сборном железобетоне: если построенные ранее 12 станций имели металлический колонно-прогонный комплекс, то здесь и колонны, и ригели — железобетонные. Этому предшествовали серьёзные опытно-проектные проработки.
Станция выполнена по проекту архитекторов Е. М. Рапопорта и Г. А. Васильева.
Впервые в Санкт-Петербурге подземная станция и её наземный вестибюль решены как тематически единое и архитектурно связанное целое. Трёхнефное подземное пространство станции имеет традиционную ордерную систему, стилизованную, укрупненную объёмно и архаизированную. Сочетание характерного для Петербурга светлого известняка в отделке колонн и арок и травертина в отделке путевых стен подчёркивает цельность архитектурного решения. Торцевая стена впервые в России отделана зеркалами, что зрительно удлиняет перрон. Эффект отражения зрительно увеличивает станцию и усиливает её пространственное воздействие. Также впервые использовано римское обозначение года открытия станции. Оно расположено в торце, на фризе фронтона, отделённого от арки. Полы из полированного гранита оформлены тёмно-красными квадратами на сером фоне. Освещение станции закарнизное.
На момент открытия станции в стенах были незаделанные круглые оштукатуренные проёмы. Декоративные украшения появились лишь весной 2001 года из-за задержки с финансированием. Каждая стена, соединяющая две колонны, украшена мозаикой. На них аллегорически изображены реки (в центральном тоннеле) и острова (в путевых). Острова и реки изображены в виде мифических персонажей. В общей сложности круглых медальонов-мозаик двенадцать: с одной стороны аллегорически изображён остров Петербурга, а с другой — река.
За архитектурное решение руководитель авторского коллектива Е. М. Рапопорт награждён Золотой медалью Российской Академии Художеств (2000 год) и Золотым дипломом лауреата архитектурного фестиваля «Зодчество-2001».
Наклонный ход, содержащий три эскалатора, расположен в северном торце станции; в 2019 году светильники наклонного хода были заменены со «световых столбиков» на «факелы».

## Галерея

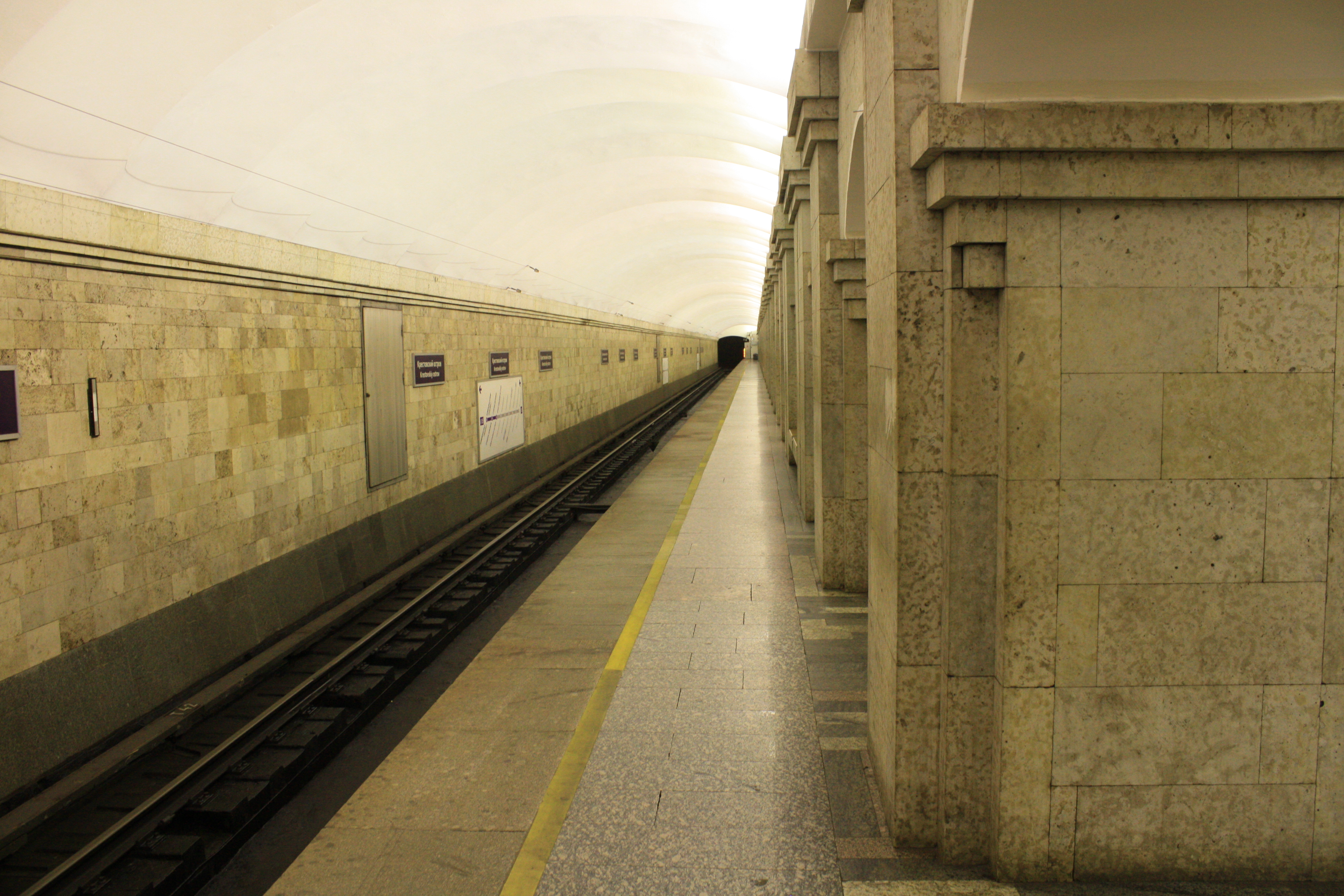
Боковой зал
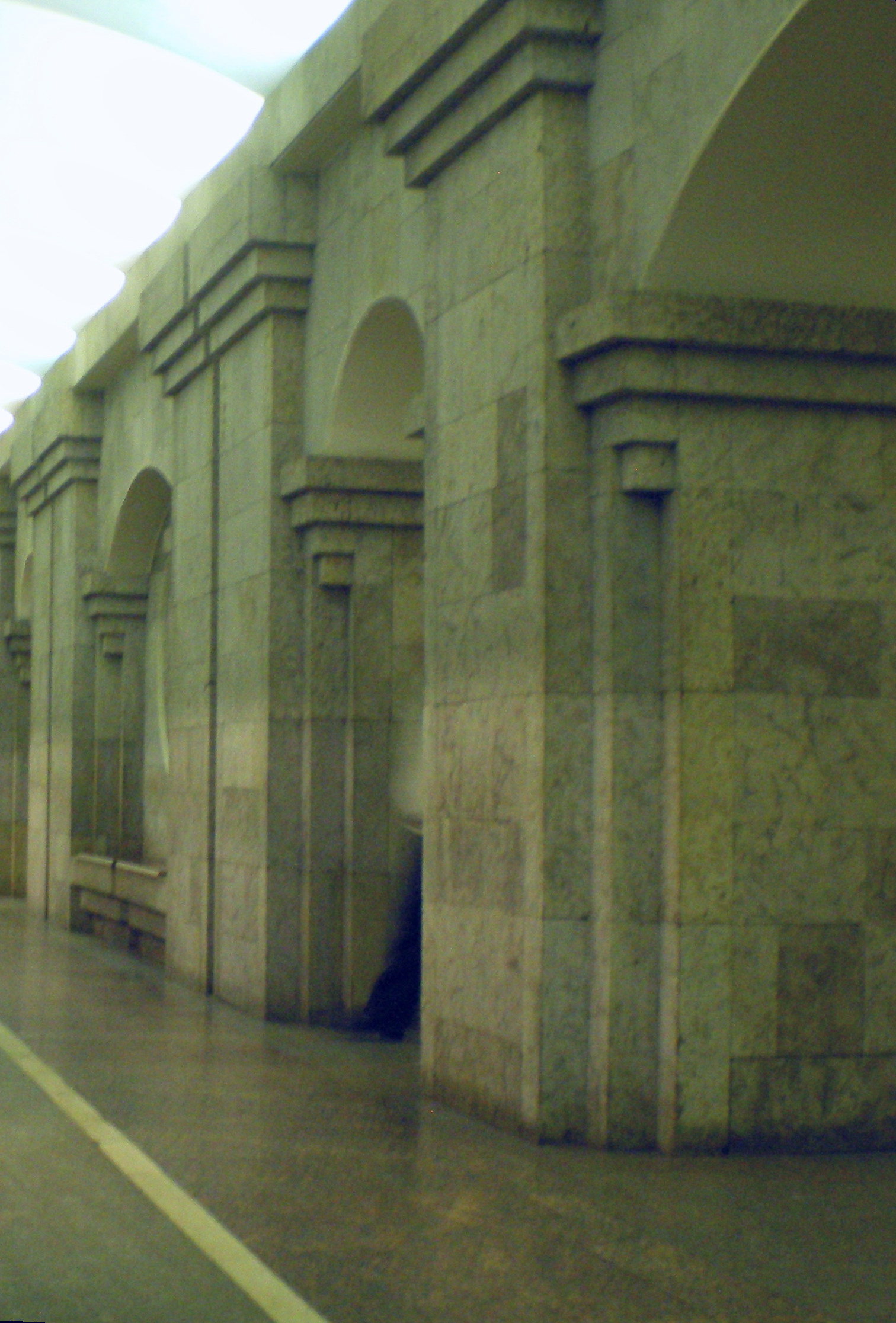
Колонны станции

## Наземный транспорт
| №   | Пересадки                                                      | Конечный пункт 1   | Конечный пункт 2             |
| --- | -------------------------------------------------------------- | ------------------ | ---------------------------- |
| 10  | Петроградская Спортивная Адмиралтейская                        | Крестовский остров | Балтийская Балтийский вокзал |
| 14  | Чкаловская                                                     | Крестовский остров | Выборгская                   |
| 25  | Чкаловская Петроградская Чёрная речка                          | Крестовский остров | Вазаский переулок            |
| 29  | —                                                              | Крестовский остров | набережная Гребного канала   |
| 220 | Приморская                                                     | Крестовский остров | Бульвар Головнина            |
| 227 | Спортивная Петроградская Чёрная речка Новая Деревня Пионерская | Крестовский остров | Арцеуловская аллея           |